# GMC Typhoon
Le GMC Typhoon est un 4x4 produit par GMC de 1992 à 1993. Il est basé sur le Chevrolet S-10 Blazer.
En 1993, il arrêta sa production sans avoir de succession.